# Athemus purpurascens
Athemus purpurascens es una especie de coleóptero de la familia Cantharidae.

## Distribución geográfica
Habita en Bután.